# Trox sulcatus
Trox sulcatus es una especie de escarabajo del género Trox, familia Trogidae. Fue descrita científicamente por Thunberg en 1787.
Se distribuye por la región afrotropical. Habita en Namibia, Ciudad del Cabo, provincia del Transvaal, Zimbabue y Estado Libre de Orange.